# Мраткино
Мраткино (баш. Морат) — горнолыжный центр, расположенный на одноименной горе на территории города Белорецка. Один из старейших на Урале. 
Горнолыжная база «Мраткино» по своим техническим характеристикам подходит для подготовки спортсменов самого высокого класса и проведения соревнований не только всероссийского, но и международного масштаба.

## История
С 1992 года горнолыжная база была передана ОАО «Белорецкий металлургический комбинат».
26 января 2010 года Белорецкий металлургический комбинат безвозмездно передал в собственность Республики Башкортостан горнолыжный центр «Мраткино».

## Гора
Высота горы: абсолютная 806 метров, относительная 530 м.
Протяженность горы: 2300 метров.
Уклон: 12-70 %.
Перепад 200 метров.
Горнолыжный центр имеет два склона - южный и северный. По состоянию на 2021 год на двух склонах расположено 8 трасс - 5 на южном, и 3 на северном.
На южном склоне находятся трассы:
- Трасса № 1 (Ю-1) – длина 900 м, перепад высот 195 м.
- Трасса № 2 (Ю-2) – длина 1000 м, перепад высот 196 м.
- Трасса № 3 (Ю-3) – длина 1000 м, перепад высот 196 м.
- Трасса № 4 (Ю-4) – длина 1013 м, перепад высот 200 м.
- Трасса № 5 (детская) (Ю-5) – длина 200 м, перепад высот 80 м.

На северном находятся трассы: 
- Трасса № 1 (С-1) – длина 1090 м, перепад высот 280 м.
- Трасса № 2 (С-2) – длина 1009 м, перепад высот 280 м.
- Трасса № 3 (С-3) – длина 1485 м, перепад высот 300 м.

По состоянию на 2021 год функционируют 4 подъёмника - 2 четырехместных кресельных, оборудованных посадочными транспортерами, по одному на северном и южном склонах, и 2 буксировочных, оба на южном склоне - один на детской трассе, и один вблизи трассы Ю-1.
Характеристики подъёмников: 
- Четырехместная кресельная канатная дорога южного склона длина 1013 м, пропускная способность 1690 человек/час.
- Четырехместная кресельная канатная дорога северного склона длина 1009 м, пропускная способность 1770 человек/час.
- Бугельная канатная дорога южного склона длина 980 м, 900 чел/час.
- Детская бугельная канатная дорога длина 150 м, 250 чел /час.

## Достижения
Горнолыжный центр «Мраткино» был одним из лидеров в развитии горнолыжного спорта на Урале и в СССР в целом.
Трое воспитанников спортивной школы стали участниками Олимпийских игр. Подготовлено 5 мастеров спорта международного класса, 32 мастера спорта СССР и России, 66 кандидатов в мастера спорта и большое количество спортсменов массовых разрядов.